# Barankowo
Barankowo (prononciation : [baranˈkɔvɔ], en allemand : Barankower Feld) est un  village polonais de la gmina de Krajenka dans le powiat de Złotów de la voïvodie de Grande-Pologne dans le centre-ouest de la Pologne.
Il se situe à environ 2 kilomètres au nord-ouest de Krajenka (siège de la gmina), 9 kilomètres au sud de Złotów (siège du powiat), et à 113 km au nord de Poznań (capitale de la Grande-Pologne).

## Histoire
De 1975 à 1998, le village faisait partie du territoire de la voïvodie de Piła.

Depuis 1999, Barankowo est situé dans la voïvodie de Grande-Pologne.
Le village possède une population de 100 habitants en 2006.